# 니아메

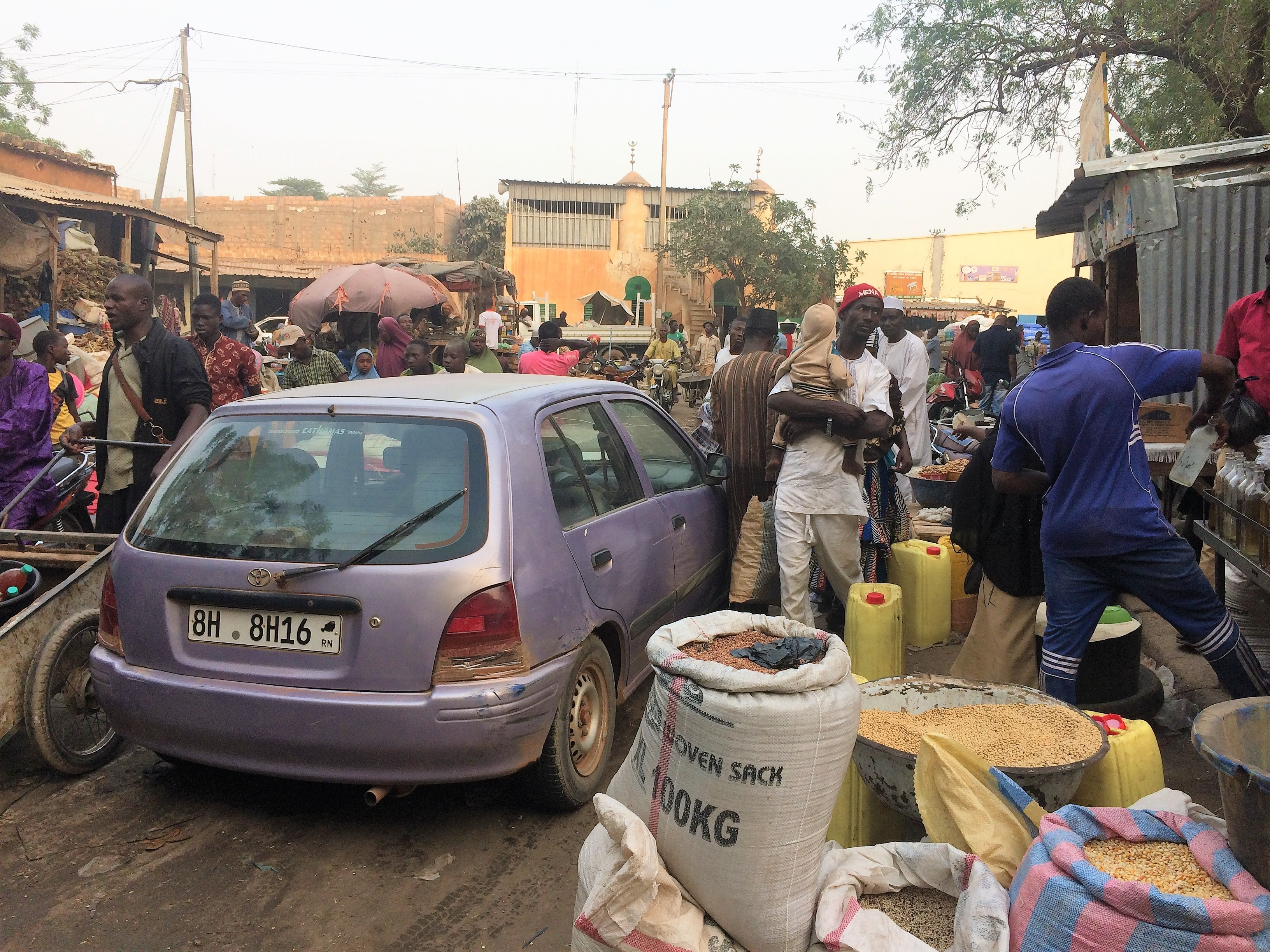
니아메의 시장풍경

니아메(프랑스어: Niamey)는 서아프리카의 내륙국 니제르의 수도이다. 니제르 최대 도시이자 니제르의 정치·경제의 중심지이다. 내륙 도시이지만 아프리카의 중요한 강의 하나인 나이저강에 접한, 항만 도시이기도 하다. 니아메는 사하라 사막에 둘러싸일 위험이 높고, 니제르 정부를 포함해서 국제기관이 녹화 운동에 힘을 쓰고 있다.
산업은 아직 발전 단계에 있으나, 아직까지는 이렇다할 발전을 이룩하지 못한 상태이다. 시내에는 니에미 대학교나 국립 미술관 등이 있다.

## 인구
독립 이래로 니아메의 인구가 꾸준히 성장하였다. 1980년대 초기 경제 위기와 함께, 1970년대 초기와 1980년대의 가뭄은 니제르의 가장 큰 도시로 시골 주민의 이동을 추친케했다.

## 종교
니제르의 98% 이상이 무슬림이며 니아메는 나라에서 가장 큰 모스크 (Grande Mosquée)가 있다. 도시는 또한 로마 가톨릭교회 주교가 존재한다.

## 기후
| 니아메의 기후                                                                    | 니아메의 기후 | 니아메의 기후 | 니아메의 기후 | 니아메의 기후 | 니아메의 기후 | 니아메의 기후 | 니아메의 기후 | 니아메의 기후 | 니아메의 기후 | 니아메의 기후 | 니아메의 기후 | 니아메의 기후 | 니아메의 기후 |
| 월                                                                               | 1월           | 2월           | 3월           | 4월           | 5월           | 6월           | 7월           | 8월           | 9월           | 10월          | 11월          | 12월          | 연간          |
| -------------------------------------------------------------------------------- | ------------- | ------------- | ------------- | ------------- | ------------- | ------------- | ------------- | ------------- | ------------- | ------------- | ------------- | ------------- | ------------- |
| 역대 최고 기온 °C (°F)                                                           | 40.7 (105.3)  | 44.0 (111.2)  | 45.0 (113.0)  | 46.1 (115.0)  | 47.0 (116.6)  | 44.4 (111.9)  | 41.0 (105.8)  | 39.6 (103.3)  | 41.8 (107.2)  | 41.6 (106.9)  | 41.8 (107.2)  | 40.0 (104.0)  | 47.0 (116.6)  |
| 일평균 최고 기온 °C (°F)                                                         | 32.4 (90.3)   | 35.8 (96.4)   | 39.5 (103.1)  | 41.6 (106.9)  | 40.7 (105.3)  | 37.9 (100.2)  | 34.6 (94.3)   | 32.8 (91.0)   | 34.9 (94.8)   | 38.0 (100.4)  | 37.1 (98.8)   | 33.6 (92.5)   | 36.6 (97.9)   |
| 일일 평균 기온 °C (°F)                                                           | 24.6 (76.3)   | 27.8 (82.0)   | 31.9 (89.4)   | 34.7 (94.5)   | 34.5 (94.1)   | 32.2 (90.0)   | 29.5 (85.1)   | 28.1 (82.6)   | 29.6 (85.3)   | 31.5 (88.7)   | 29.0 (84.2)   | 25.5 (77.9)   | 29.9 (85.8)   |
| 일평균 최저 기온 °C (°F)                                                         | 17.2 (63.0)   | 20.1 (68.2)   | 24.3 (75.7)   | 27.9 (82.2)   | 28.8 (83.8)   | 26.8 (80.2)   | 25.0 (77.0)   | 24.1 (75.4)   | 24.8 (76.6)   | 25.1 (77.2)   | 21.2 (70.2)   | 17.9 (64.2)   | 23.6 (74.5)   |
| 역대 최저 기온 °C (°F)                                                           | 8.3 (46.9)    | 10.4 (50.7)   | 16.0 (60.8)   | 19.9 (67.8)   | 20.2 (68.4)   | 19.8 (67.6)   | 19.4 (66.9)   | 19.4 (66.9)   | 19.5 (67.1)   | 18.0 (64.4)   | 13.4 (56.1)   | 11.6 (52.9)   | 8.3 (46.9)    |
| 평균 강수량 mm (인치)                                                            | 0.0 (0.0)     | 0.3 (0.01)    | 0.2 (0.01)    | 9.8 (0.39)    | 25.3 (1.00)   | 78.6 (3.09)   | 145.6 (5.73)  | 192.6 (7.58)  | 85.1 (3.35)   | 16.7 (0.66)   | 0.0 (0.0)     | 0.0 (0.0)     | 554.2 (21.82) |
| 평균 강수일수 (≥ 1.0 mm)                                                         | 0.0           | 0.0           | 0.1           | 1.0           | 2.7           | 6.0           | 9.7           | 12.1          | 6.8           | 1.7           | 0.0           | 0.0           | 40.1          |
| 평균 상대 습도 (%)                                                               | 22            | 17            | 18            | 27            | 42            | 55            | 67            | 74            | 73            | 53            | 34            | 27            | 42            |
| 평균 월간 일조시간                                                               | 285.0         | 259.1         | 263.3         | 256.8         | 266.8         | 247.4         | 245.1         | 226.2         | 250.1         | 286.1         | 293.8         | 299.4         | 3,179.1       |
| 출처 1: 미국 해양대기청 (평년값: 1991년~2020년, 극값: 1961년~현재), Météo Climat |               |               |               |               |               |               |               |               |               |               |               |               |               |
| 출처 2: 독일 기상청 (상대습도: 1961년~1990년)                                    |               |               |               |               |               |               |               |               |               |               |               |               |               |